# 1608

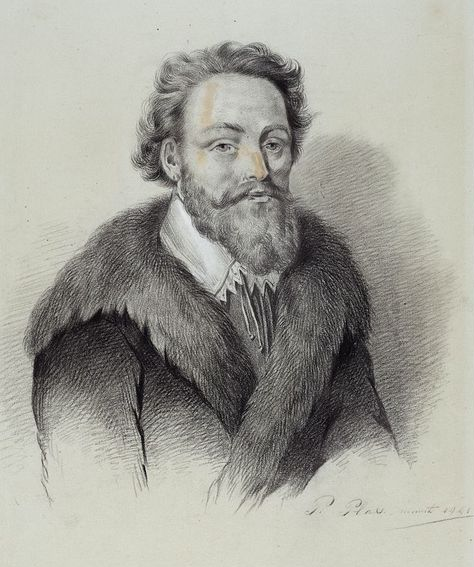
Cornelis Drebbel

Het jaar 1608 is het 8e jaar in de 17e eeuw volgens de christelijke jaartelling.

## Gebeurtenissen
januari
- 31 - In Rotterdam komt de Spaanse afgezant markies Ambrogio Spinola op de Spaansekade aan wal. De onderhandelingen zouden een jaar later leiden tot het Twaalfjarig Bestand.
- In Londen wordt een "vorstmarkt"gehouden op de Thames. Er zijn fruitkramen en schoenlappers, er wordt gebowld en gevoetbald. Er worden vuurtjes gestookt om warm te blijven.

februari
- 1 - Inwerkingtreding Generaliteits-Rekenkamer.

april
- april - Tijdens de Rijksdag in Regensburg worden de tegenstellingen tussen protestanten en katholieken versterkt, als een aantal protestantse afgevaardigden de zaal verlaat.

mei
- 14 - Oprichting van de Protestantse Unie, een alliantie van protestantse vorsten en steden binnen het Heilige Roomse Rijk, in Auhausen.

juni
- 23 - Samuel Pallache, agent van de sultan van Marokko, ontmoet in Den Haag stadhouder Maurits van Nassau, de latere prins van Oranje, en de Staten-Generaal, om tussen Nederland en Marokko te onderhandelen over wederzijdse hulp in de oorlog tegen Spanje.

juli
- 31 - De Franse ontdekkingsreiziger Samuel de Champlain landt bij Cap Diamant bij de vernauwing van de Saint Lawrencerivier, waar nu de stad Québec ligt, en bouwt een klein fort om de kolonisten tegen aanvallen van de indianen te beschermen.

augustus
- 24 - Een eerste konvooi van de East-India Company loopt de haven van Surat binnen.

september
- 25 - In Middelburg vindt lenzenslijper Hans Lipperhey de Hollandse kijker uit.
- 25 - Het kathedraal kapittel en het stadsbestuur van Antwerpen

ondertekenen de oprichtingsakte van een openbare bibliotheek (of bibliotheca publica) voor geestelijken en leken. Deze is gelegen in het Papenhof, achter het koor van de 
Onze-Lieve-Vrouwekathedraal.
november
- 12 - Demonstratie van de verrekijker aan Maurits van Nassau. Tot zijn verbazing kan de prins op de kerkklok van Delft zien hoe laat het is.

zonder datum
- De VOC richt een handelspost op in het koninkrijk Ayutthaya (in het huidige Thailand).
- De Middelburgse dominee Willem Teellinck publiceert zijn remonstrantiegeschrift Philopatris, dat wel wordt beschouwd als het begin van de Nadere Reformatie, een piëtistische stroming in de Nederduitse Gereformeerde Kerk.
- In een nieuwe druk van het Cruydeboeck van Rembert Dodoens wordt daslook voor het eerst beschreven.
- De ringstaartmaki wordt door handelaar William Finch 'ontdekt'.

## Muziek
- Claudio Monteverdi componeert het Lamento di Arianne.
- Girolamo Frescobaldi componeert Primo libro del madrigali a cinque voci en Primo libro delle fantasie a quattro

## Beeldende kunst

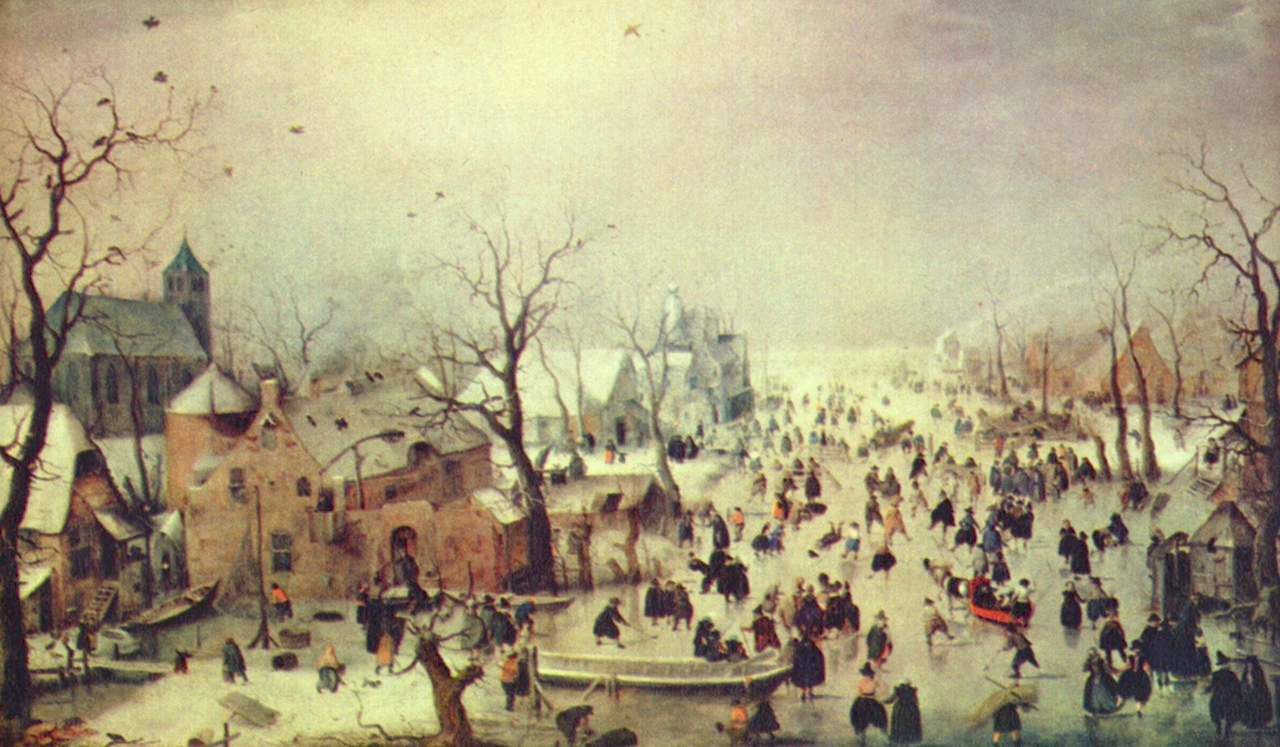
Winterlandschap met ijsvermaak (1608) Hendrick Avercamp, Rijksmuseum
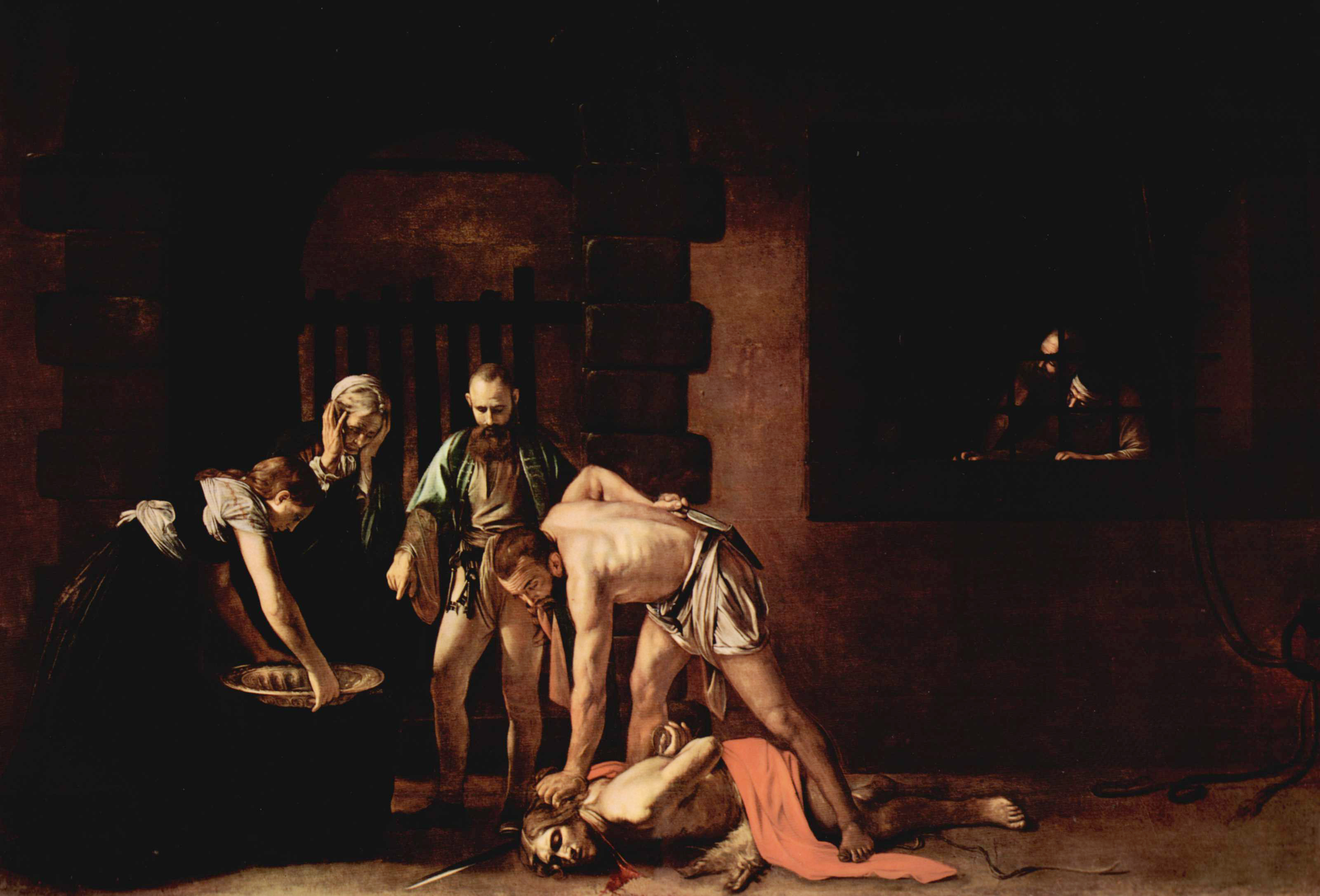
De onthoofding van Johannes de Doper (Caravaggio) (1608)

## Bouwkunst

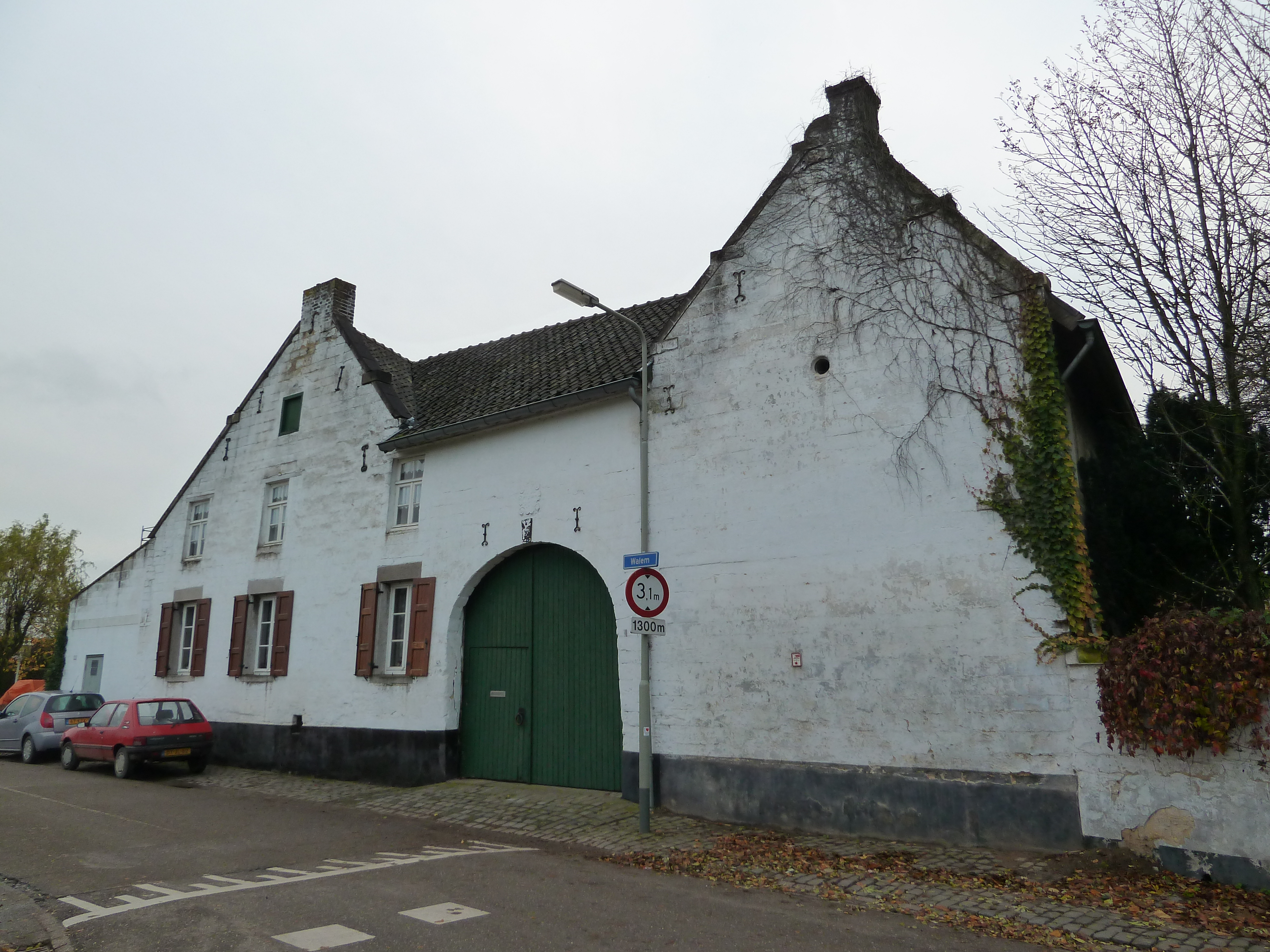
Hoeve, Schin op Geul (1608)